# Lourdes (miniserie televisiva)
Lourdes è una miniserie televisiva con Alessandro Gassmann, Stefania Rocca e Angéle Osinski sul miracolo delle apparizioni di Maria di cui fu protagonista Bernadette Soubirous.

## Descrizione
Lourdes è una miniserie composta da 2 puntate dalla durata di 100 minuti ciascuna, prodotta da KirchMedia, Lux Vide e Rai Fiction. Venne trasmessa in prima visione TV il 29 e il 30 maggio 2000. Nel 2009 la fiction è stata proposta in replica da TV2000, il 30 giugno 2010 è stata replicata in una sola sera su Rai Premium.
Gli autori del soggetto sono Alessandro Jacchia, Vittorio Messori, Mario Falcone, Alessandra Caneva. Gli autori della sceneggiatura sono Francesco Scardamaglia e Mario Falcone. La regia è di Lodovico Gasparini. Gli attori protagonisti sono: Alessandro Gassmann che interpreta i ruoli di Henri Guillaumet e Bernard Guillaumet, Roger Souza nel ruolo di Francois Soubirous, Umberto Orsini nel ruolo di Padre Laurent, Sydne Rome nel ruolo di Suor Marie Thérése, Angéle Osinski nel ruolo di Bernadette Soubirous, Stefania Rocca nel ruolo di Nathalie Guillaumet, Andréa Ferréol nel ruolo della Madre Generale, Maria D'Aires nel ruolo di Louise Soubirous, Paula Sà Nogueira nel ruolo di Bernarde Casterot, Florence Darel nel ruolo di Claire La Fontaine. 
La storia inizia con l'apparizione della Madonna alla pastorella Bernadette.
Come location per il paese di Lourdes è stato scelto, in accordo con i titoli di coda, il caratteristico borgo di Salers nel dipartimento del Cantal nella regione dell'Alvernia-Rodano-Alpi.

## Trama
La storia è quella di Bernadette Soubirous, giovanissima pastorella vissuta nella seconda metà dell'Ottocento in un piccolo paese della Francia meridionale che diviene famosa fra il suo popolo per le sue continue visioni in una grotta della Vergine Maria. Ella divulga il messaggio della Madonna e comincia ad assumere popolarità anche nelle alte istituzioni e alla fine anche la Chiesa riconoscerà il Miracolo.